# Manco Cápac
Manco Cápac (Tamputoco, ca. 1190 – Cusco, 1230) è considerato il primo imperatore inca.
Di lui non si hanno molte notizie prettamente storiche, ma il suo personaggio appartiene anche alla mitologia inca in quanto fondatore e primo re di Cusco e del Tawantinsuyu (l'Impero Inca).

## Miti
Ci sono varie leggende legate al suo mito e all'origine di Cusco e del Tawantinsuyu.

### Manco Cápac e Mama Ocllo
Manco Cápac e Mama Ocllo, figli di Inti (il dio Sole) uscirono dal Lago Titicaca in corrispondenza dell'Isla del Sol e, come coppia di dei, si diressero al nord per cercare la valle "scelta". Arrivando sulla montagna Wanakawri (o Huanacaure), vicino a quella che un giorno sarebbe diventata Cusco, il bastone magico in possesso di Manco Cápac, cadde al suolo. Era il segnale sperato. Lì fondarono il loro villaggio-stato.

### Manco Cápac figlio di Inti
Manco Cápac, figlio di Inti e fratello di Pachacamac era venerato come dio del fuoco e del Sole. Secondo questa leggenda fu spedito sulla terra assieme ai suoi fratelli da suo padre, Inti ed emerse dalla grotta di Pacaritambo (a 25 km a sud di Cusco) portando un bastone d'oro chiamato tapac yauri. Dovevano costruire il Tempio del Sole nel posto dove il bastone affondava nella terra. Essi, in modo analogo alla leggenda precedente, dopo avere viaggiato a lungo trovarono il posto (Cusco) e lì costruirono il tempio dedicato a Inti. Durante il viaggio la leggenda dice che uno dei fratelli e una delle sorelle di Manco Cápac si trasformarono in pietre (huaca).

### Manco Cápac figlio di Viracocha
Tici Viracocha della Collina delle Finestre a Pacaritambo , spedì i suoi quattro figli (noti come fratelli Ayar) per costruire un villaggio. Questi erano accompagnati da quattro sorelle. La leggenda narra che fu Sinchi Roca, nato da Ayar Manco (uno dei fratelli) e Mama Ocllo, la sua sposa, a condurli alla valle di Cusco. Nel viaggio unì la sua gente ad altra gente ed assieme conquistarono la valle. Anche in questa leggenda il padre di Ayar Manco dona al figlio un bastone d'oro. Sembra, inoltre, che a seguito di gelosie, Ayar Manco uccise il suo fratello maggiore e divenne il re indiscusso di Cusco, dove rimase famoso come Manco Cápac.